# Fundacja im. Friedricha Naumanna
Fundacja im. Friedricha Naumanna (niem. Friedrich-Naumann-Stiftung für die Freiheit) – niemiecka fundacja promująca idee liberalizmu na świecie. Została założona w 1958 roku. Związana jest z niemiecką Wolną Partią Demokratyczną (FDP). Jej patronem jest niemiecki teolog i polityk Friedrich Naumann.
W Polsce Fundacja jest obecna od 1992 roku. Swoją działalnością wspiera przemiany demokratyczne i budowę społeczeństwa obywatelskiego. Istotnym zadaniem Fundacji w Polsce, jak i w całej Europie Środkowo-Wschodniej, jest również wymiana doświadczeń między krajami członkowskimi Unii Europejskiej oraz jej sąsiadami.